# Лемешко Тетяна Василівна
Тетяна Василівна Лемешко, у шлюбі Лакиза (4 травня 1963, с. Витачів Обухівського району Київської області) — українська поетеса, прозаїкиня, публіцистка. Членкиня Національної спілки письменників України (2003). Перші чотири книги і деякі статті друкувала під прізвищем Лакиза.

## Біографія
Закінчила Київський кооперативний інститут бізнесу і права (колишній Київський кооперативний технікум, 1978-81). Факультет — бухгалтерський облік. Працювала ревізоркою Стайківського споживчого товариства (Кагарлицький район, Київська область, 1981-82); в аптеці м. Українка (Київська область, 1982-93); начальницею бюро перепусток Трипільської ТЕС (204-й загін ВОХР «Київенерго» 1993-95); журналісткою всеукраїнської газети «Сільський час» (2005-06). З 2006-го на творчій роботі.

## Творчість
Друкувалася у вітчизняних i зарубіжних часописах: «Обухівський край», «Жива вода», «Християнський голос» (м. Мюнхен), «Літературний Львів», «Сільський час», «Літературна Україна», «Слово Просвіти», «Київ», «Дивослово», «Дзвін» та ін.; альманахах: «Українка» (2000, 2001, 2007), «Дівич-гора» (2002), «Сонячна Мальвія» (2005, 2007), «Радосинь- 20» (2012), «Нас не подолати» (2005) та ін.; антологіях: «Рідна мово, ти ніжний цвіт…» (антологія поетичних творів про українську мову, 2007); «Ота стежина в нашім краю» (антологія поетів Київщини, 2007); антологія літераторів Обухівщини (2012); «Книга про батька» (антологія українських поетів ХІХ-ХХІ століть, 2013); авторка багатьох статей; тощо.

## Про творчість Тетяни Лемешко
«Головний лейтмотив як прозових так i поетичних творів Тетяни Лемешко ‒ всесильна любов до природи, людини i Батьківщини». ‒ Дмитро Чередниченко, лауреат премій ім. П.Чубинського, ім. М.Рильського, ім. І.Огієнка, ім. Лесі Українки, премії Литовсько-Українського культурного фонду ім. Т. Г. Шевченка та Всеукраїнського культурно-наукового фонду Т. Г. Шевченка.
"Найдужче виявився самобутній талант Тетяни Лемешко в повісті «Летіла зозуля», присвяченій своїй матері. Знайомлячись із цим твором, мимохіть пригадуєш хрипкувато-зворушливий голос Григора Тютюнника під час застілля. Але тут по-іншому, бодай так само зболено й ніжно, ‒ в устах Ликери. Не можу не навести для прикладу кілька рядків: «Зривається пісня зі струн серця людського й летить, крилата, попід стелю старенької батьківської хати, а може, то й не пісня вже, а душа Ликерина перетворилася на зозулю та й кує біля сина, гірким болем своїм, передчуваючи неминучу розлуку.» ‒ Микола Шудря, лауреат Національної премії України ім. Т. Г. Шевченка.
"Визначальною рисою природженого таланту Тетяни Лемешко видається ліризм. Її музі властиві сердечність, ніжність, тонка душевна чутливість. Вірші поетеси сповнені найщиріших почуттів любові до всього прекрасного, надто ж до людини, багатства її духовного світу. До характеристики естетичних смаків поетеси годилося б прикласти слова Павла Тичини: «Хоч любить вона серцем, все ж розумом звіря» ‒ Володимир П'янов, лауреат премії «Благовіст», заслужений працівник культури України.
«Талант Тетяни Лемешко постав і сформувався на живій воді наддніпрянських джерел і чесному селянському хлібі її батьків. У новій книзі письменниця продовжує осягати духовний огром українців і зокрема трагічні долі звичайних селян на зламі епох і суспільно-економічних формацій. Саме тому її творам притаманний природний, а не „книжковий“ історизм.
„Душа замість мене“ — книга всуціль сповідальна. Назва її багатозначна і багатопланова ‒ таїну її слід ще пізнати, як читачеві, так і авторові…» ‒ Юрій Ряст, лауреат літературної премії «Благовіст».
«Поезія Тетяни Лемешко ‒ до серця й душі! А окремі строфи запам'ятовуються надовго» ‒ Анатолій Дімаров, лауреат Національної премії України ім. Т. Г. Шевченка.
«Книжки Тетяни Лемешко потрапили до мене від Євдокії Несторівни Дімарової з такою припискою: „Хочете чи ні, а мусите хоча б погортати… Бо це пам'ять від А. Дімарова, який любив цю жінку-письменницю за неймовірну доброту, душевність і ліричність її творів. А ще за сільську наддніпрянську незамулену міським суржиком мову. А в мене й досі у пам'яті видиво з тієї Наддніпрянщини: поки око сягає ‒ трав'яна рівнина і горизонт, підперезаний яскраво-синьою стрічкою ‒ руслом Дніпра. Краса невимовна!
Отакий же отой світ і люди, описані Т. Лемешко…“» — Петро Сорока «Жбан, розкручений назад». Літературні денники. «Слово Просвіти» ч. 16, 21 — 27 квітня 2016 р.

## Відзнаки
- 2008 Лауреатка IX всеукраїнського літературного фестивалю «Просто так» ‒ за оповідання «Стариця».
- 2010 Лауреатка літературної премії «Благовіст» ‒ за книгу прози «Душа замість мене»
- 2013 Диплом ІІ ступеня переможця XVII бойківського літературно-краєзнавчого конкурсу ім. Мирона Утриска ‒ за книги «Душа замість мене» та «Полиновий сон».
- 2017 Лауреатка літературної премії «Радосинь» у номінації «Публіцистика» за книгу «Журавлі небесного вирію».
- 2019 Нагороджена Почесною грамотою Верховної Ради України. Розпорядження Голови Верховної Ради України № 132-К 5 березня 2019 р.

### Авторка
- «Журавлиний біль». Поезії. Київ. Задруга, 2000;
- «Летіла зозуля». Оповідання, повісті. Київ. Задруга, 2001;
- «Калиновий вінок». Оповідання. Київ. ПВП Задруга, 2003;
- «О світе мій, світе». Поезії. Київ. ПВП Задруга, 2004;
- «Душа замість мене». Оповідання. Київ. Університетське видавництво Пульсари, 2008; [Архівовано 24 вересня 2015 у Wayback Machine.]
- «Полиновий сон». Поезії. Київ. Видавництво імені Олени Теліги, 2012;
- «Журавлі небесного вирію». Спогади. Листи. Київ. «Щек». 2017;
- «Горобиний вогонь». Оповідання і вірші для дітей середнього та старшого шкільного віку. Київ. «Щек». 2018;
- «Тривога». Поезії, новели. Київ. «Щек». 2018.

### Упорядниця
- Книги спогадів і поезій Михайла Горлового «Дорога в Україну» (Київ. Задруга, 2002);
- Репертуарного збірника пісень Київського вокально-хореографічного ансамблю «Україночка» (Вінниця. ТВП «Книга-Вега» ВАТ «Віноблдрукарня», 2009);
- Вибраних творів Юрія Ряста (18.02.1945-17.09.2014) «Нумо, спочатку, зозуле» (Київ. «Щек». 2015).

### Вибрані статті
- «Лелека з України»(про українську художницю з м. Парижа ‒ Марію Стиранку) //Т.Лемешко// «Сільський час»№ 51(432), 11 липня 2003.
- «Різдво в українській громаді Штутгарта» //Т. Лемешко// «Християнський голос» (м. Мюнхен) № 4 (2648), лютий, 2004;
- «Я перш за все людина і священик»(про Владику Німеччини і Скандинавії Петра Крика) //Т.Лемешко// «Сільський час»№ 27 (506), 14 квітня, 2004;
- «Донечка з Обухівського краю» (поезія для дітей Наталі Любиченко) // Т.Лемешко// «Сільський час» № 39(518), 28 травня, 2004;
- «Бачів ‒ український Лурд» (про батьківщину отця Василя Прийми, організатора відділів УПА, поета (псевдо — Микола Галичко), засновника і настоятеля УГКЦ в м. Лурді (Франція))// Т.Лемешко// «Сільський час» № 82 (561), 29 жовтня, 2004;
- «Многая літа Юрія Ряста» //Т.Лемешко// «Сільський час» № 12(589), 18 лютого, 2005р
- Тамара Коломієць: «Українська література ‒ могутня» //Т.Лемешко// «Сільський час» № 26(603), 8 квітня, 2005;
- «Духовна сила предків» (про духовного провідника греко-католицької громади в м. Українка на Київщині Сотера Ванчицького) //Т.Лемешко// «Сільський час» № 28, (605), 15 квітня 2005.
- Надя Сайц: «І був мені знак Божий» (п'ятнадцятирічна дівчина 1942р поповнила понад двомільйонну армію остарбайтерів…) // Т.Лемешко// «Сільський час» № 49-50(626—627), 15 липня 2005;
- «Братство на крові» (спогади про Помаранчеву революцію студента художньо-промислового інституту Олега Євлогієва) //Т.Лемешко// Сільський час"№ 87-88(664—665), 25 листопада, 2005;
- Володимир П'янов: «Ламані — переламані і… щасливі» //Т.Лемешко// «Сільський час» № 13 (688) 7 квітня, 2006;
- «Він піснею об'єднав українців» (презентація книги Дмитра Чередниченка «Павло Чубинський». Київ. Видавничий дім «Альтернативи», 2005//Т.Лемешко// «Сільський час» № 5(680), 10 лютого 2006;
- «Трипілля ‒ мистецька колиска Михайла Горлового» //Т.Лемешко// журнал «Київ», № 12, 2007;
- «Стежками паралельних світів» письменника Петра Федотюка. //Т.Лемешко// «Літературна Україна» № 29(5267), 21 липня, 2008;
- «Трудівники незнані» не дадуть загинути Україні (роздуми про сучасну Україну філолога з австралійської діаспори Олени Борис),// Т.Лемешко// «Обухівські вісті» № 29(426), 31 липня, 2010.
- «Заплава» у Миргороді (презентація роману Віктора Баранова «Заплава»). Київ. Експрес-поліграф, 2011)//Т.Лемешко// «Літературна Україна»№ 38 (5417), 6 жовтня, 2011.
- [Архівовано 4 травня 2018 у Wayback Machine.] Т. Лемешко. «В дорозі я» — сказав поет. Дмитрові Чередниченку — 80 (інтерв'ю).
- Т. Лемешко. Андрій Топачевський: «До Біблії я підійшов через наукову біологію» (інтерв'ю) [Архівовано 4 травня 2018 у Wayback Machine.].
- Т. Лемешко. Андрій Топачевський: «Минуле задля майбутнього» (інтерв'ю). «Слово Просвіти» ч. 24, 15-21 червня 2017 р. [Архівовано 4 травня 2018 у Wayback Machine.] PDF 2,9 МБ
- Т. Лемешко. Михайло Горловий: «Працюю допоки міцно тримаю в руках долото» До 65-літнього ювілею митця (інтерв'ю) «Слово Просвіти» ч. 45, 9-15 листопада 2017. [Архівовано 29 грудня 2019 у Wayback Machine.] PDF 1,8 МБ

## Родина
- мати ‒ Наталія Максимівна Козелецька (13.11.1934 — 16.11.2016)
- батько ‒ Василь Прокопович Лемешко (14.10.1936 — 27.07.1996)
- чоловік ‒ Сергій Миколайович Лакиза (25.10.1951), доктор хімічних наук, провідний науковий співробітник Інституту проблем матеріалознавства ім. І. М. Францевича;
- дочка ‒ Інна;
- зять ‒ Юрій;
- онук — Андрій.

### Зі спогадів Тетяни Лемешко
"Тієї весни я мала перший десятилітній ювілей, а влітку (2.08.1973) скоїлося лихо, яке травмувало нашу сім'ю на все життя. Моя чотирнадцятирічна сестра Люба й одинадцятирічний двоюрідний брат Володя втопилися в Дніпрі на моїх очах. Тож, переживши тяжку психологічну травму і лишившись одиначкою в батьків, мимоволі стала «не по віку» дорослою, усамітнилася і довго хворіла. Найкращими друзями були щоденники, яким звіряла всі свої радості й жалі. На їхніх сторінках і народилися мої перші поетичні й прозові твори…
Моя рідна бабуся (батькова мати) ‒ Палажка Павлівна Пащенко (в дівоцтві ‒ Василенко) ‒ народилася в с. Витачів Обухівського району Київської обл. (1893—1987). Пережила всі війни й голодомори ХХ ст. й померла у віці 94 років. Про голодомор згадувала скупо. Їй боліло так, що від одного лише слова ‒ голод ‒ лилися сльози. Дитиною я ніяк не могла збагнути, що ж то за слово таке страшне. А коли виросла, то відчула той жах у собі, глибоко, на генетичному рівні (вірші ‒ «Із 33-го», «Мені б зернинку…»), а в нарисі «Батько роду мого ‒ Витачів» я написала: "… На сільському цвинтарі лежать одинадцять діток і перший чоловік моєї бабусі Палажки ‒ Петро Пащенко. Усі вони померли мученицькою смертю в голодний 1933-й. Опухлих, напівживих, бабусю і її старшого сина Грицька (мій батько ‒ Василь Прокопович Лемешко народився 1936-го), врятував її рідний брат Василенко Каленик, який нагодився з плавання і привіз трохи харчів. Бабуся проти ночі завжди читала «Отче наш» і молилася за «царство небесне» своїх дітей і чоловіка, згадуючи всіх поіменно. Дбайливо доглядала запалі могилки ‒ чоловікову і п'ятнадцятирічної доньки Уляни ‒ найстаршої з померлих. На моє запитання: «А де ж поховані інші дітки?» Бабуся розповідала, що тоді всіх звозили підводою «до ’дної» ями. Коли вона наповнювалася, її засипали й копали іншу. Не-зрідка до тієї ями потрапляли ще живі, які й з могили благали «хоч крихту» хліба. ‒ І досі моторошно, як та земля ворушилася… ‒ витирала сльози бабуся, ‒ а де ж було взяти ту «крихту», коли з дворів вигребли до мачинки. Ті, хто жили біля Дніпра, рятувалися рибою. А я заховала в димарі вузлика із пшоном. Знайшли й там. Грабувала не тільки районна власть, а й свої нелюди. Хто живий зостався ‒ кістки тих виродків прокляв… Змаленьку пам'ятаю: бабуся Палажка ховає під подушку коржики й окрайчики хліба. Думала, що то для мене, бо коли плакала, вона пригощала мене цими ласощами. Частенько бабуся й сама розмочувала черствий окраєць і їла. Я підросла. Їжі стало вдосталь. Але бабуся й далі поповнювала свої «запаси». Нáщо? ‒ питала її.‒ Найстрашніше, внучко, ‒ вмирати від голодної смерті… І я зрозуміла: голод і досі тримає бабусю кістлявими пальцями.
P.S. Другий шлюб бабусі Палажки з Прокопом Овсійовичем Лемешком (1886—1964), уродженцем сусіднього села Халеп"я не склався. Виховувала сина сама. Щоб якось вижити, наймалася служити до євреїв у Києві. Я дідуся Прокопа не пам'ятаю, бо мала один рік, коли він наклав на себе руки. Обставини його трагічної смерті не відомі. Розповідали різне… Не знайшла я й дідової могили на Халеп'янському кладовищі ‒ самогубців ховали окремо… За документами Державного архіву Київської області у списку сталінських репресій 1930-го року я нарахувала дванадцять(!) моїх однофамільців ‒ Лемешків ‒ в одному селі це зазвичай паростки з одного кореня…"